# Wu Zhihui

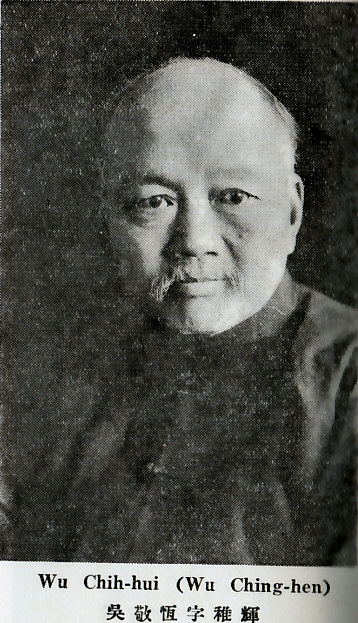
Wu Zhihui

Wu Zhihui (Chinees: 吳稚暉; pinyin: Woo Chih-hui , 25 Maart 1865 – 30 Oktober 1953), ook als Woo Tsin-hang of als Wu Shi-Fee bekend, was een Chinese linguïst en filosoof. Hij was in 1912 - 1913 voorzitter van de Commissie van de unificatie van uitspraak. Het dialect van Beijing werd de norm voor het “algemeen beschaafd Chinees”.
Wu werd anarchist tijdens zijn verblijf in Frankrijk in het eerste decennium van de 20e eeuw. Hij was bekend als een van de vier anticommunistische senioren in de Kwomintang in de jaren twintig van de 20e eeuw.

## Loopbaan
Geboren in een arm milieu in Wujin, provincie Jiangsu  als Wu Tiao (Chinees: 吳朓; pinyin: Wú Tiǎo), was hij een zeer goede student. Hij slaagde voor het Juren examen in 1891. Hij kreeg een functie bij een school in Shanghai. Begin 20e eeuw studeerde hij Japans in Tokio. In 1903, na een conflict met de autoriteiten, week hij via Hong Kong uit naar Schotland en Frankrijk. Hij ontmoette hier (latere) kopstukken van de Kwomintang. Opgevoed in het Confucianisme, maakte hij in Frankrijk een ommezwaai dooronder de indruk van daar wijdverbreide anarchistische ideeën te komen.
In 1905 werd hij lid van de Tongmenghui, de voorloper van de Kwomintang. In 1906 verklaarde hij zichzelf anarchist. Hij was verantwoordelijk voor kranten met toen radicale ideeën zoals rationalisme, wetenschap, taalhervorming en de afschaffing van het huwelijk. Spoedig na de terugkeer in 1912 richtte hij met anderen “De maatschappij ter bevordering van moraal op” (Jinde hui 進德會). De belangrijkste overweging was een terugkeer naar de decadentie van de late Qing dynastie te voorkomen. In overeenstemming met de anarchistische principes waren er geen hoofden of leidinggevenden, geen regels, geen contributies. 
Ondanks zijn anarchisme accepteerde hij het aanbod om in een commissie voor taalhervormingen plaats te nemen. Hij werkte aan een fonetisch systeem dat regionale dialecten zou vervangen. Dit werk resulteerde in het Zhuyin fuhao systeem dat vandaag de dag  veel wordt gebruikt. In 1913, toen de tweede revolutie van Sun Yat-sen mislukte week hij voor zijn eigen veiligheid uit naar Frankrijk.  
In de jaren twintig van de 20e eeuw leidde hij een anti-communistische campagne die communisten en andere mensen met linkse opvattingen uit de partij verdreef. En hij steunde Chiang Kai-shek. 
In 1943 werd Wu door Chiang Kai-shek gevraagd een president van Nationalistisch China te worden, maar Wu weigerde met drie nee’s:
•	Ik draag gewone kleren, maar staatshoofden dragen smoking. Ik zou me ongelukkig voelen.

•	Mijn lelijke gezicht zorgt voor een grote schok.

•       Iets grappigs laat mij lachen. Als buitenlandse diplomaten hun geloofsbrieven overhandigen zou ik in lachen uitbarsten. Dat zou niet  fatsoenlijk zijn.
In 1946 werd Wu gekozen in de nationale assemblee, die een nieuwe grondwet samenstelde. In 1948 of 1949 vertrok hij naar Taiwan omdat de communisten het vasteland in handen kregen. Daar was hij leraar van de zoon van Chiang Kai-shek. 
Hij stierf op 88-jarige leeftijd in Taipei. Zijn as werd verspreid in de zee.
- Bibliothèque nationale de France: cb14613568p (data)
- CiNii: DA07048173
- Gemeinsame Normdatei: 1068245522
- International Standard Name Identifier: 0000 0001 1599 8385
- Library of Congress Control Number: n81141310
- National Central Library: 000211236
- Bibliotheek van het Japanse parlement: 00323834
- Nationale bibliotheek van Australië: 36608345
- Nationale Bibliotheek van Israël: 987007425282305171
- Nederlandse Thesaurus van Auteursnamen: 156749629
- Système universitaire de documentation: 181514982
- Trove: 1324987
- Virtual International Authority File: 16102153
- WorldCat: E39PBJhd8XkxtKcFjjmgFKKyBP